# El petó de la mort

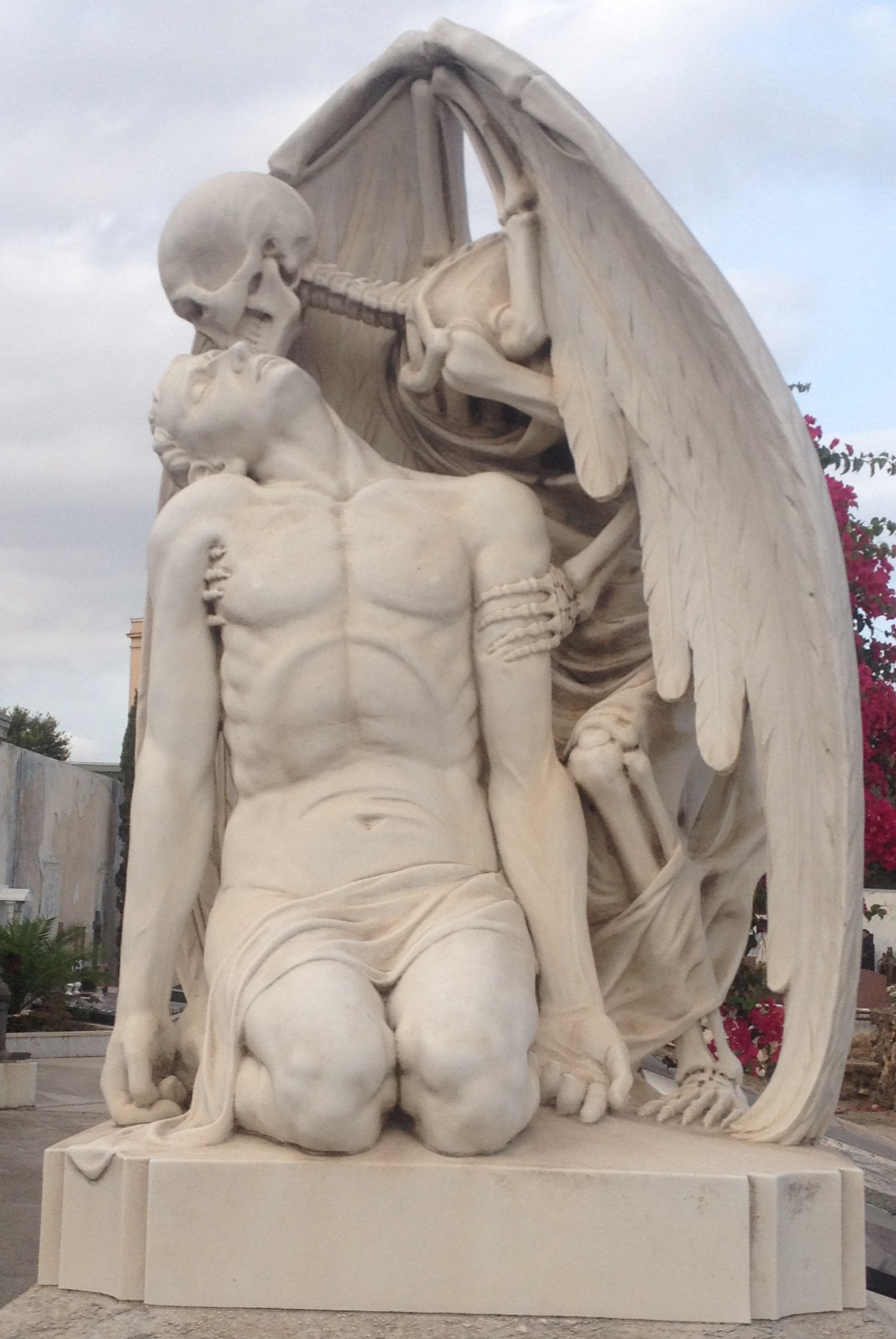
El petó de la mort

El petó de la mort (katal.), auch El beso de la muerte (span.; deut. Der Kuss des Todes), ist die bekannteste Marmorskulptur  auf dem Cementiri del Poblenou, einem Friedhof im Stadtviertel El Poblenou der katalanischen Hauptstadt Barcelona. Sie wurde 1930 im Auftrag der Familie von Josep Llaudet i Soler, einer bedeutenden Fabrikantenfamilie, für einen jung verstorbenen Sohn in der Werkstatt des  Marmorschneiders und Bildhauers Jaume Barba geschaffen.

## Entwurf und Ausführung

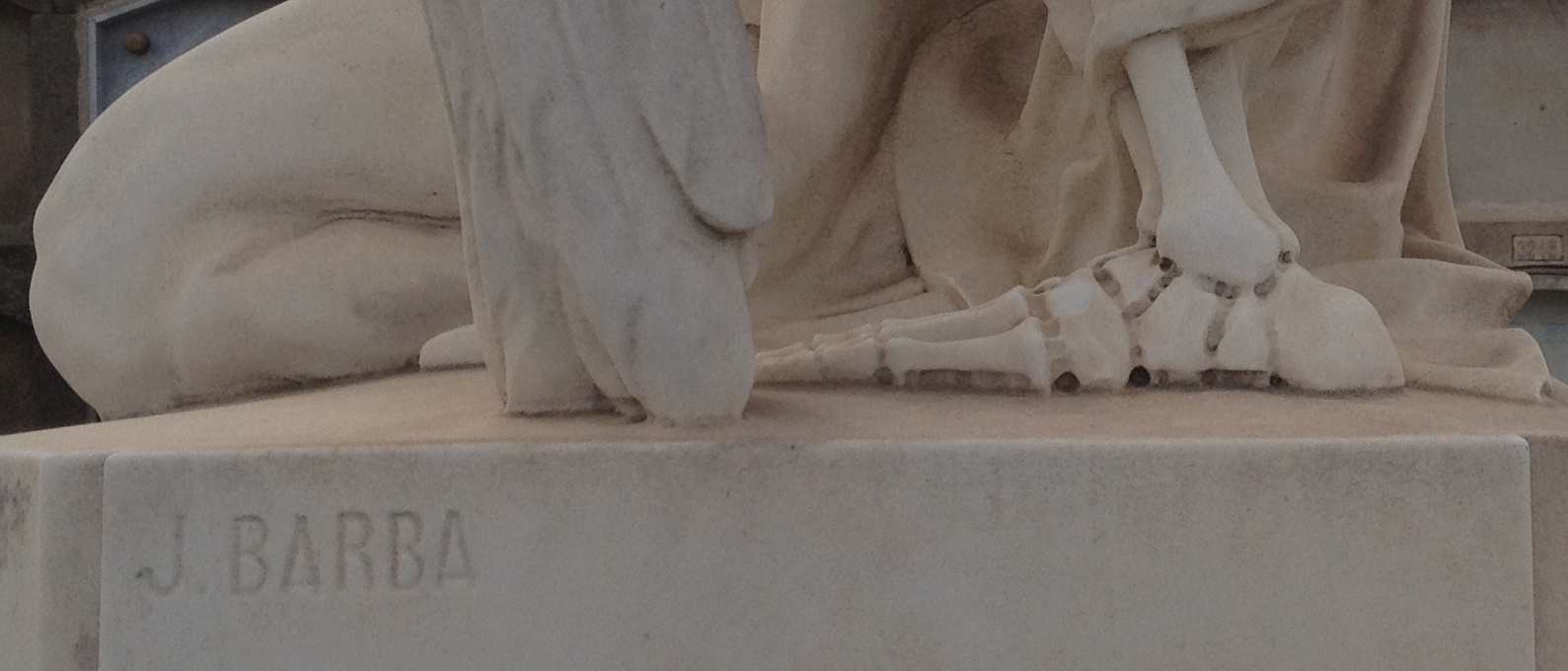
Signatur „J. Barba“

Es ist nicht bekannt, wer den endgültigen Entwurf der Skulptur gemacht hat, die 1930 im Atelier des katalanischen Marmorschneiders und Bildhauers Jaume Barba – er war damals etwa 70 Jahre alt – unter seinem Namen entstand: Die Signatur „J. Barba“ findet sich vorne auf einer Seite des achteckigen Sockels.
Joan Fontbernat Paituví, der Schwiegersohn von Barba  und der geschickteste Bildhauer in dessen Werkstatt, wurde von der Abbildung eines Reliefs von Lorenzo Maroni aus Italien inspiriert. Maroni hatte das Relief für den Grabstein der Familie von Ercole Mentasti (1843–1909) auf dem Cimetero Monumentale in Mailand um 1910 geschaffen. Die freistehende spanische Skulptur sieht dem italienischen Relief sehr ähnlich. Es wird vermutet, dass es Fontbernat war, der die dreidimensionale Ausarbeitung des Reliefs zur ausdrucksstarken Skulptur durchführte. Die Realitätsgenauigkeit der Rippen wird der Kunstfertigkeit von Artemi Barba zugeschrieben.

## Darstellung
Die Skulptur ist in den meisten Bereichen äußerst realistisch ausgeführt. Sie zeigt einen knienden, wohlgestalteten jungen Mann mit nach rechts zurückgelegtem Kopf, geschlossenen Augen und leicht geöffnetem Mund. Ein Tuch bedeckt seine Lenden, seine Arme hängen kraftlos herab, die Hände sind geöffnet, der Hand- bzw. die Fingerrücken ruhen auf dem Boden.
Seitlich von links beugt sich der Tod, personalisiert als Todesengel – ein Skelett mit Flügeln – über ihn, hält ihn unter der rechten Achsel und am linken Arm und küsst ihn auf die Schläfe. Auch der Tod trägt ein Tuch, das ihn teilweise bedeckt und künstlerisch die Knochen hervortreten lässt (siehe beispielsweise den Faltenwurf um den Oberschenkelknochen in der unten dargestellten Sicht von hinten).
Aufgrund der Darstellung des Mannes kann man Resignation, entspannte Akzeptanz oder sogar ein erotisches Moment erkennen – die Darstellung „ist gleichzeitig romantisch und furchtbar“. Der Tod kommt nicht als Schnitter mit der Sense, er kommt als „Verbündeter“ und mit einem Kuss erlöst er den Mann, der dadurch in das ewige Leben gelangt.

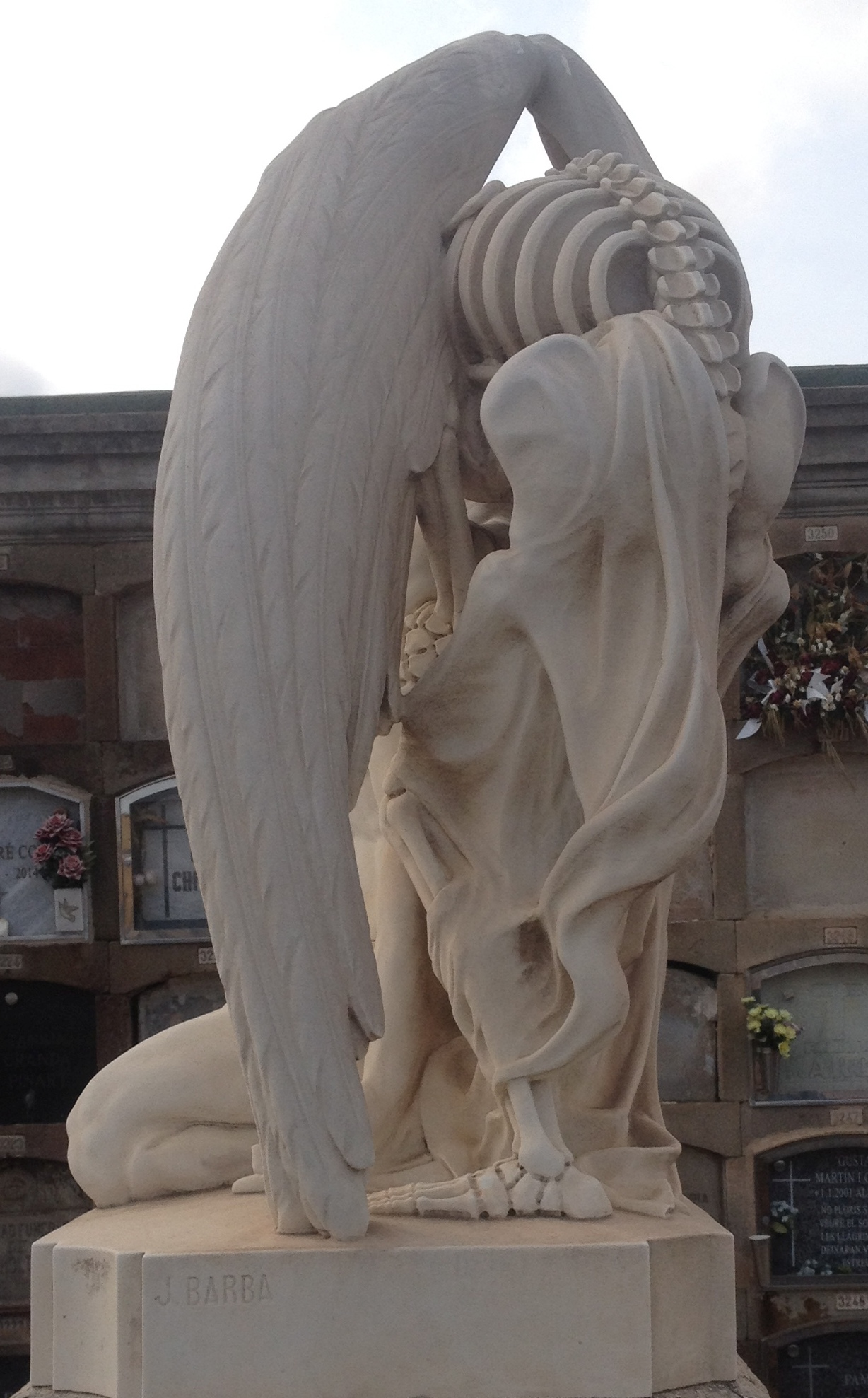
Sicht von links
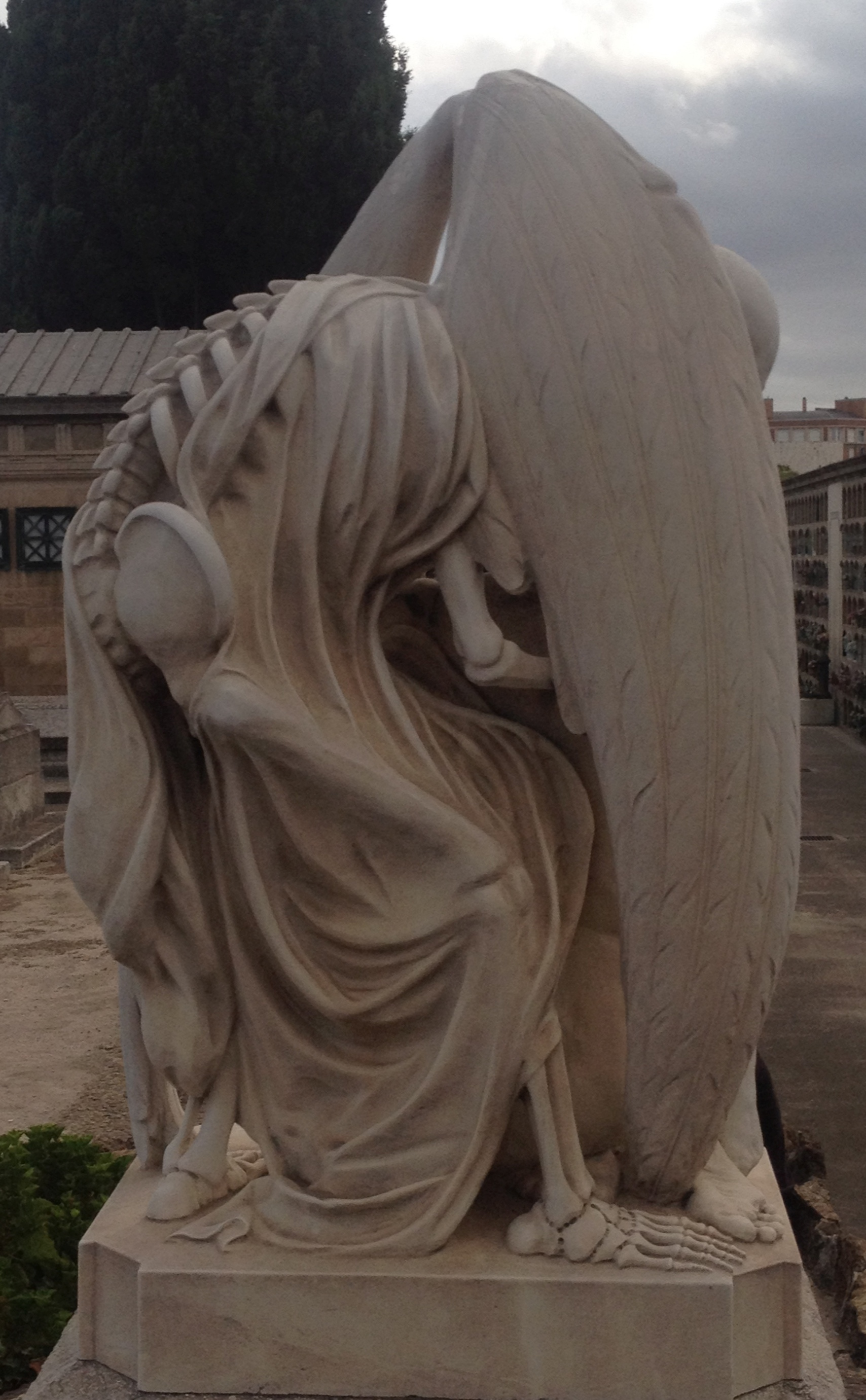
Sicht von hinten
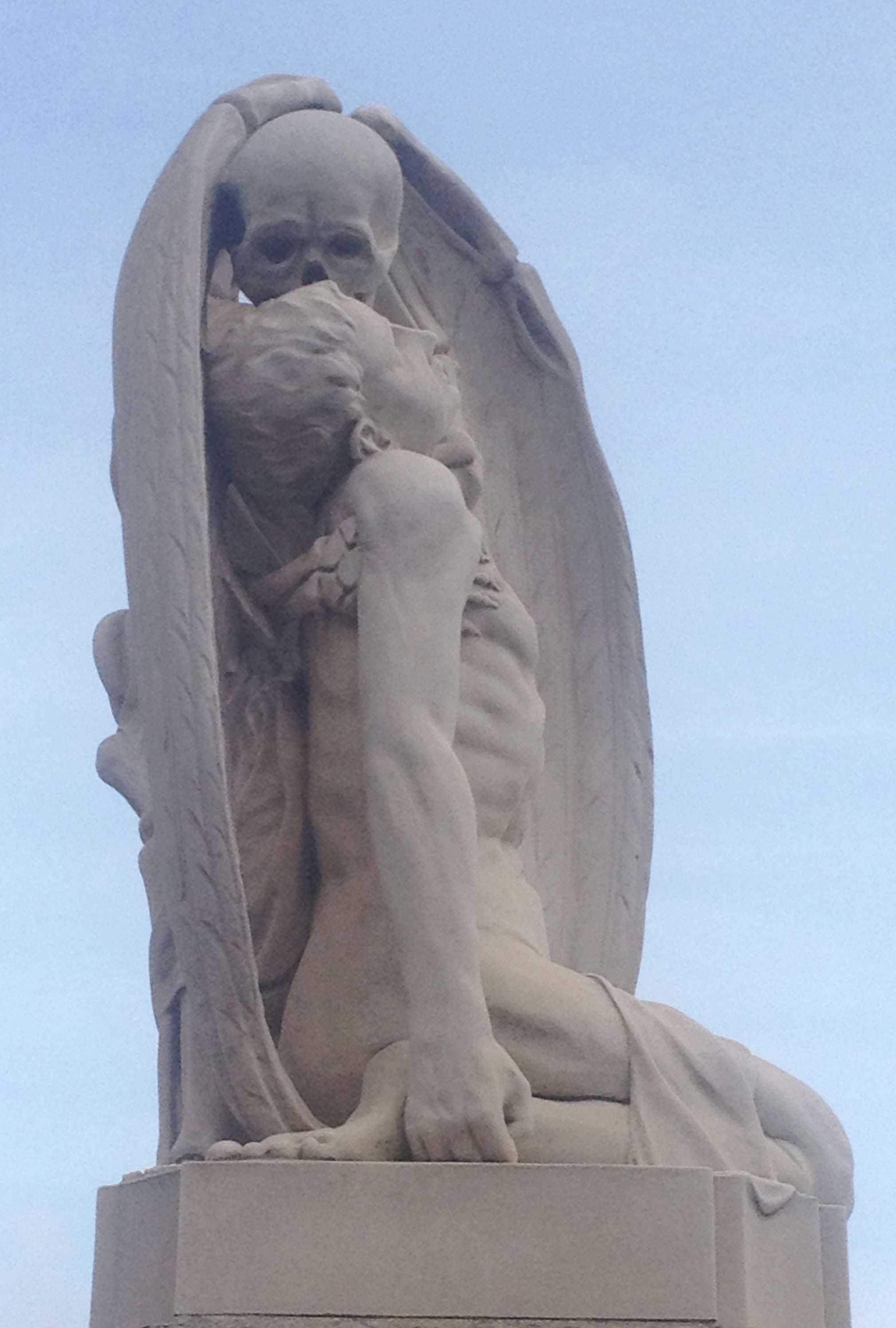
Sicht von rechts
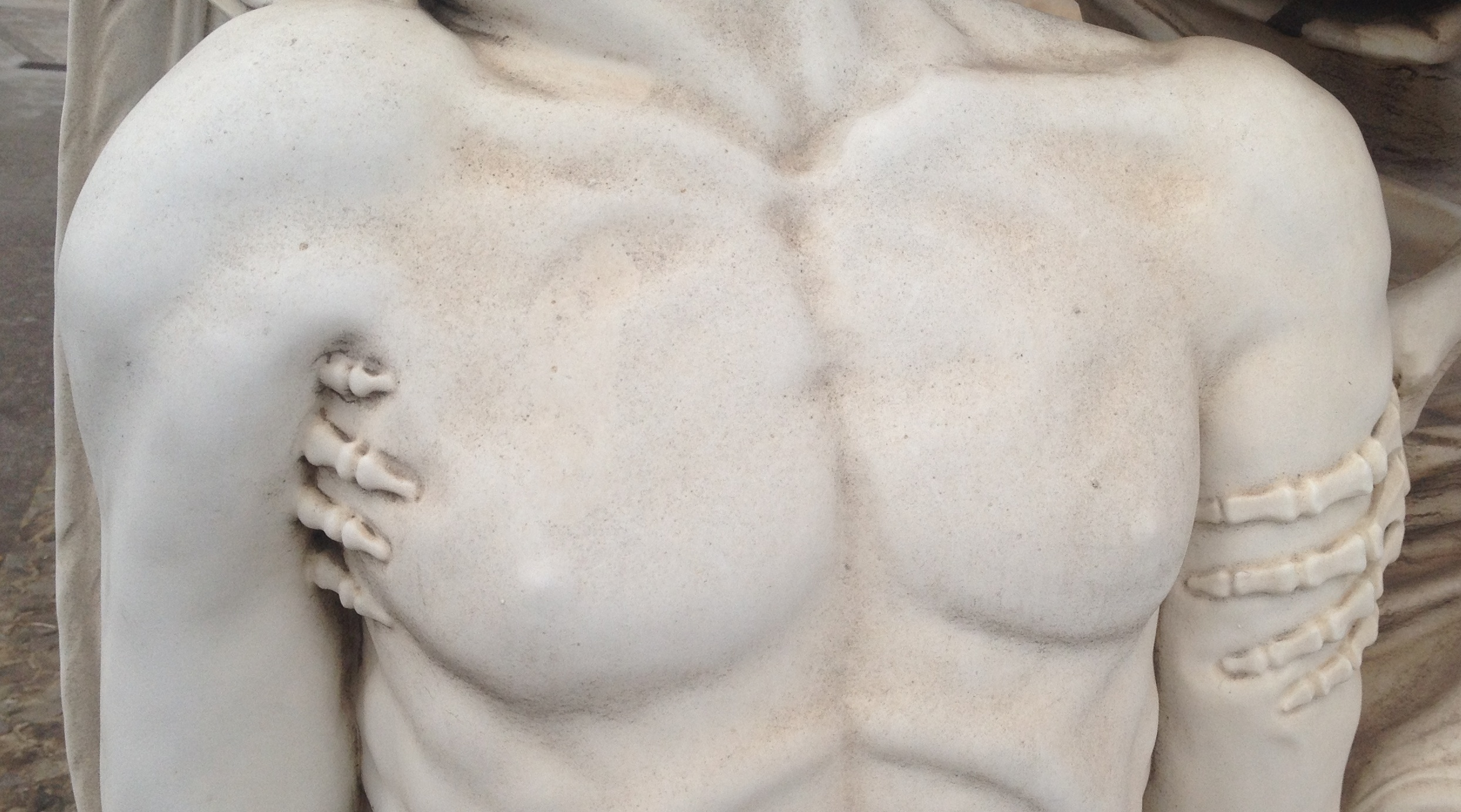
Der haltende Griff
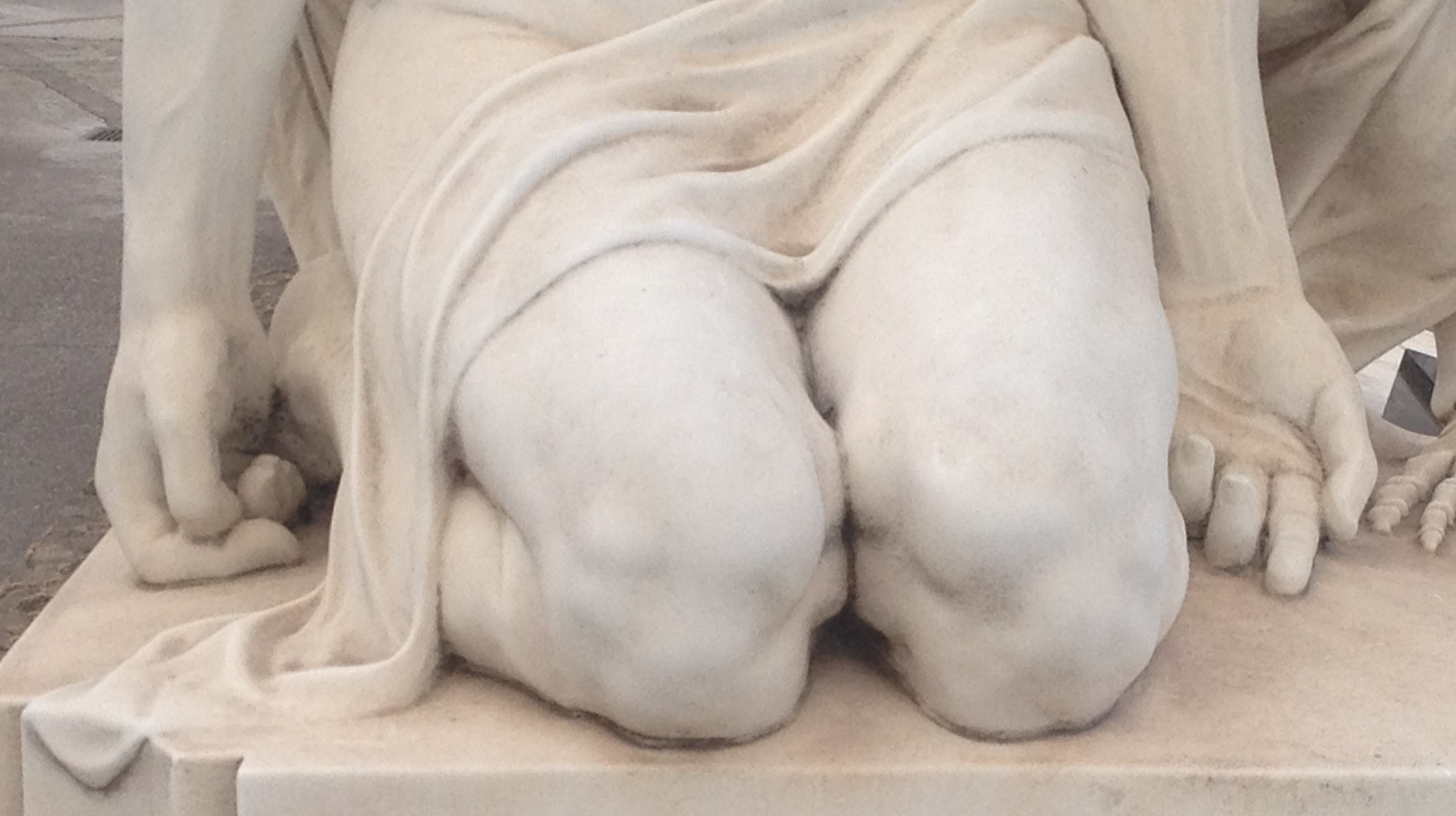
Die kraftlosen Hände
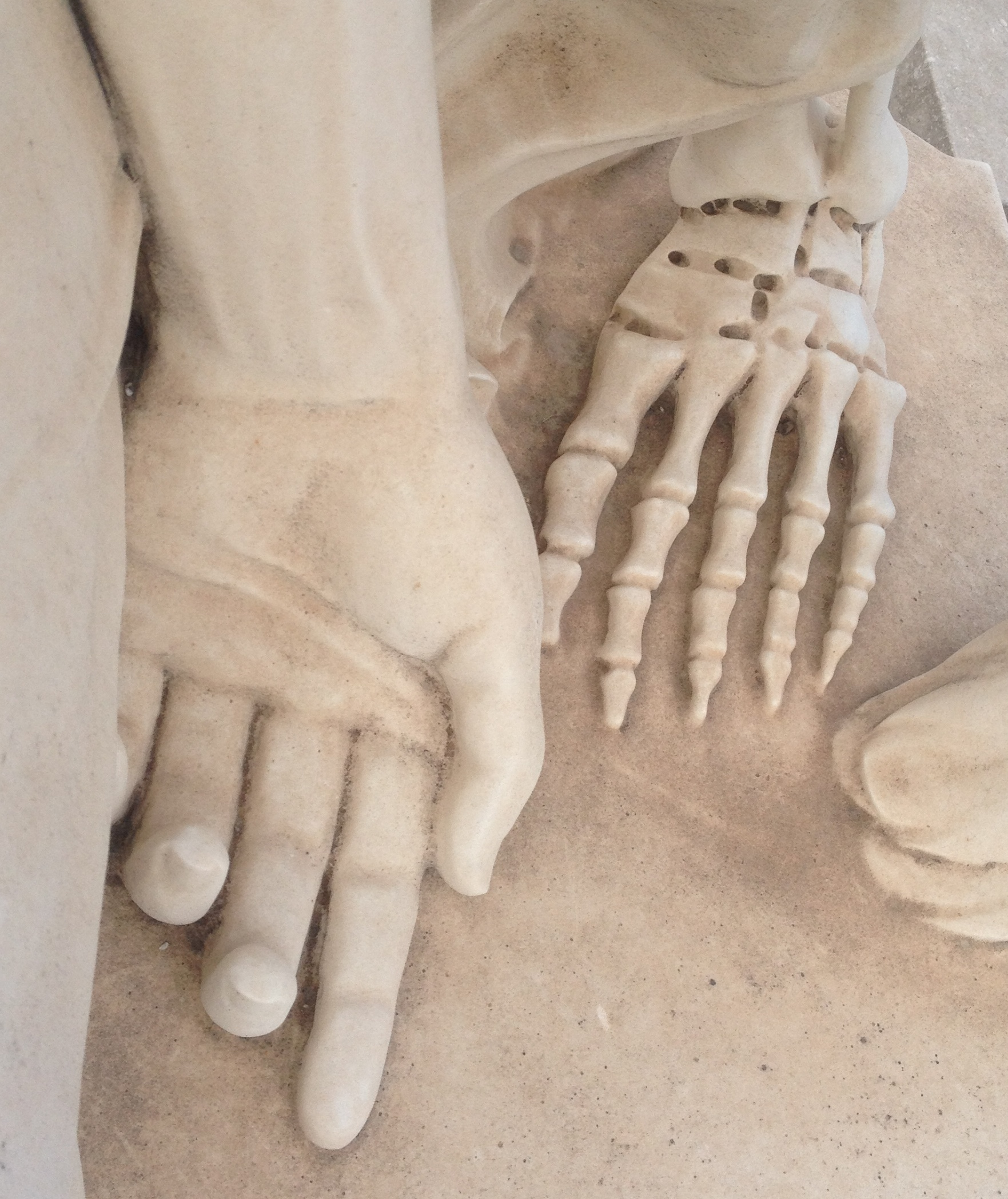
Hand und Fuß
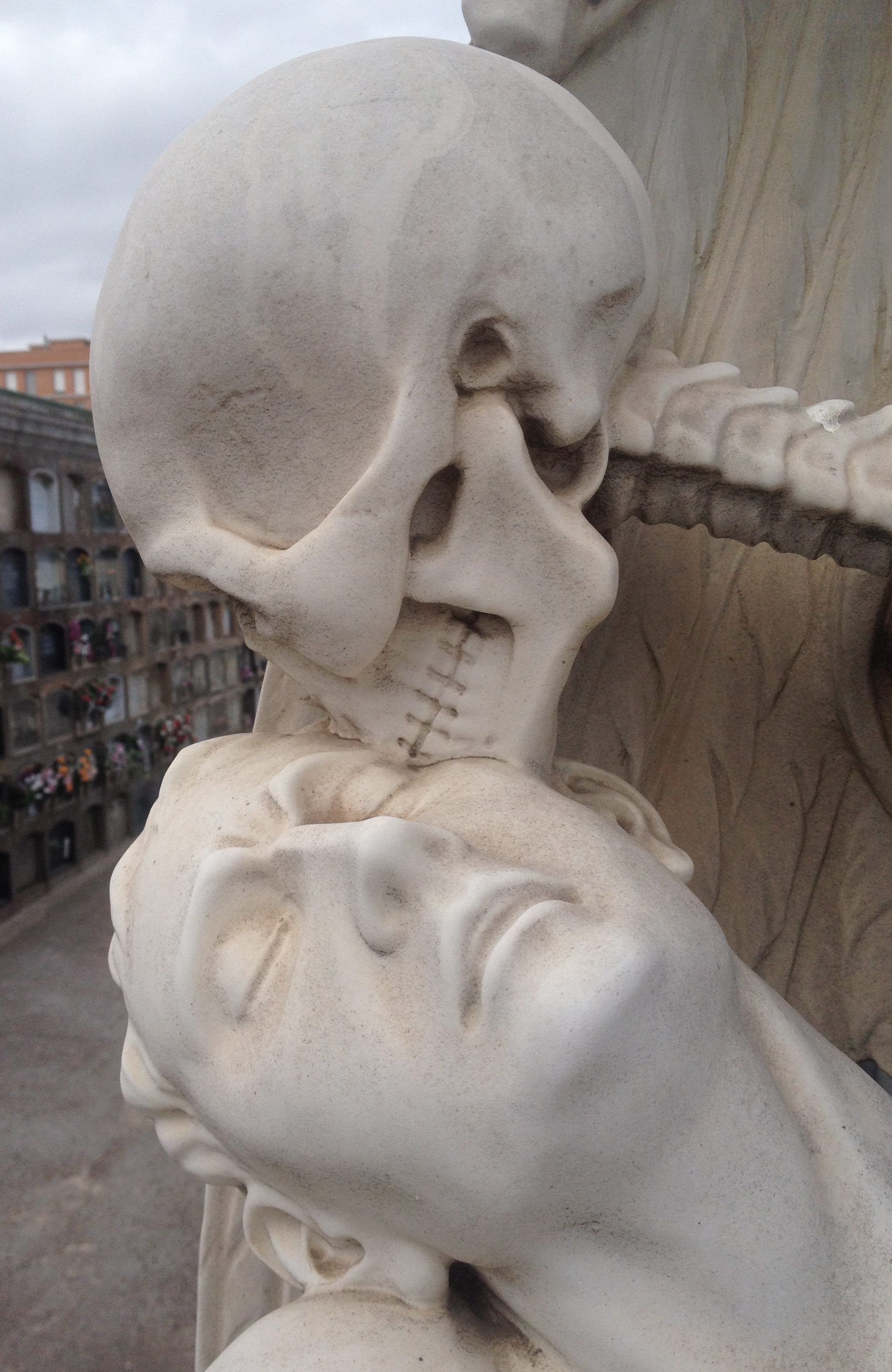
Der Kuss auf die Schläfe
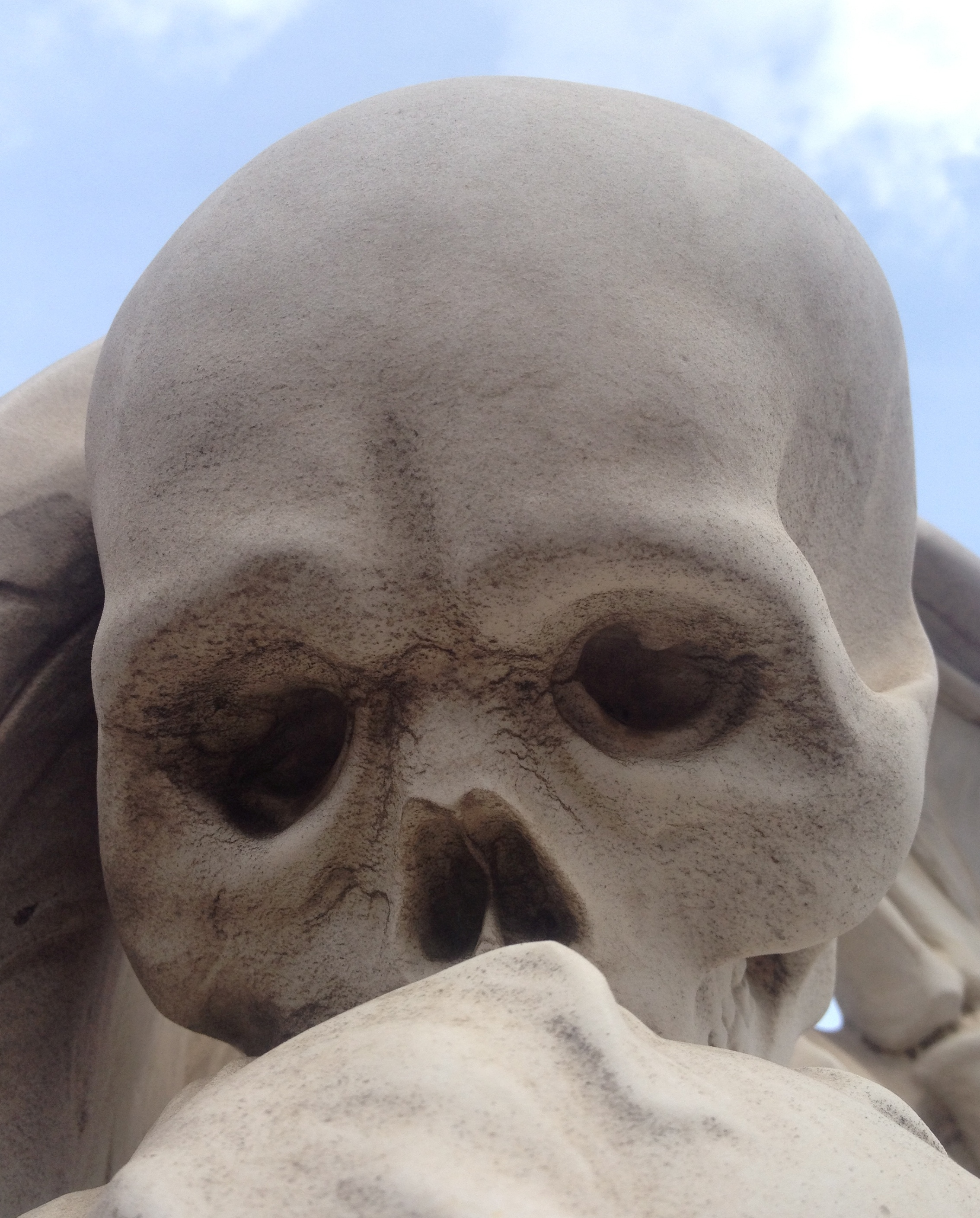
Schädel
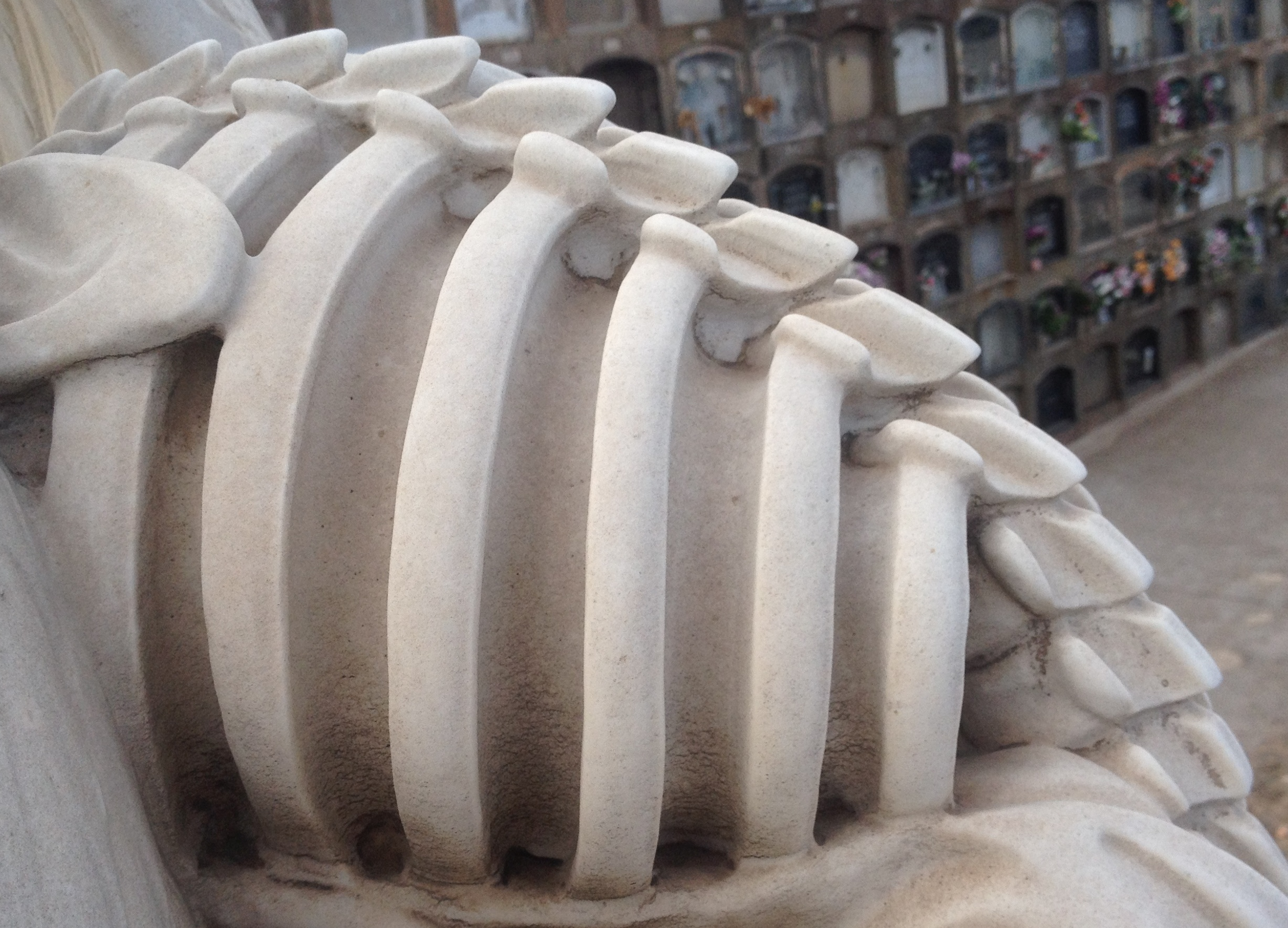
Brustkorb
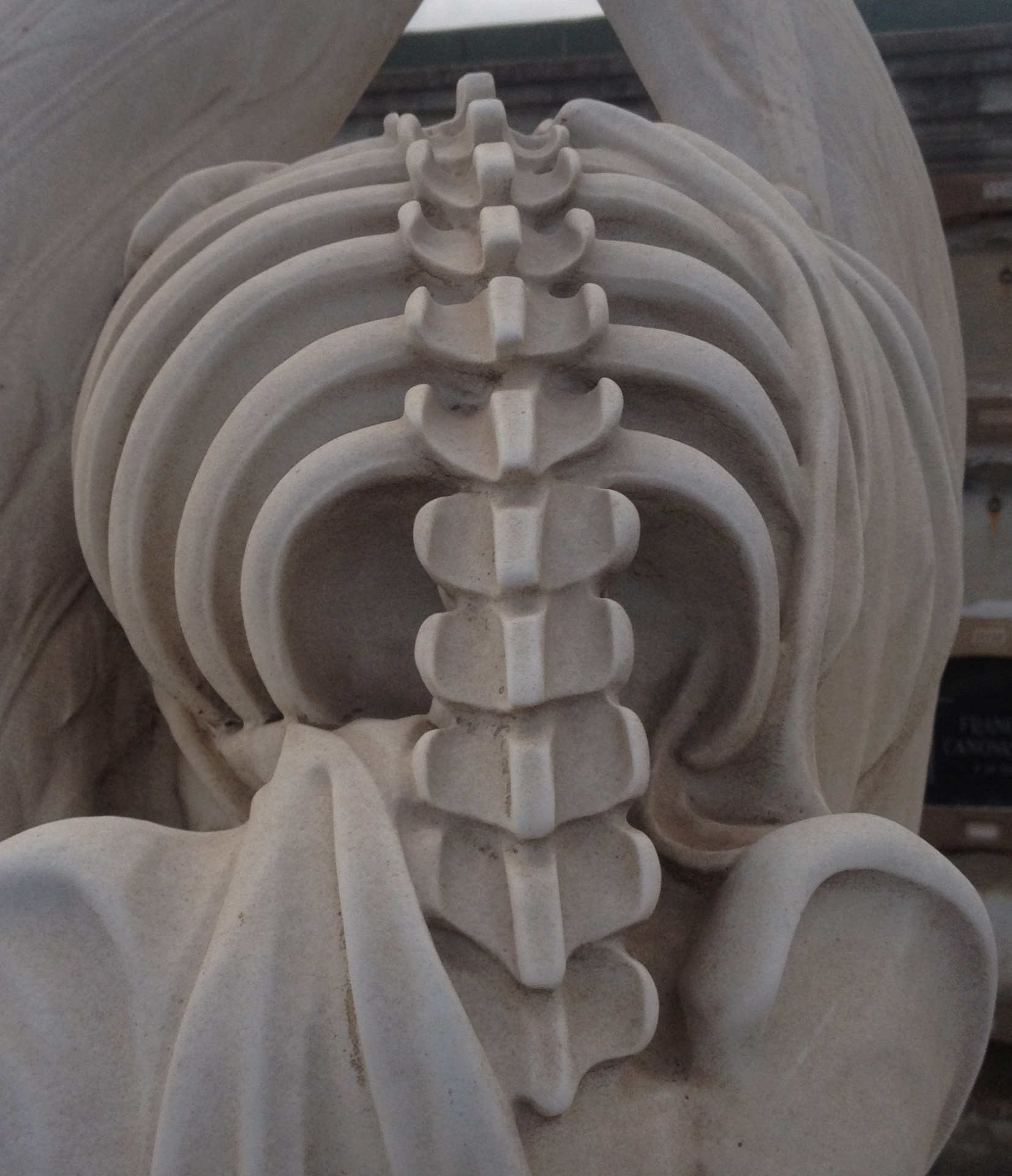
Wirbel

## Grabstelle und Inschrift

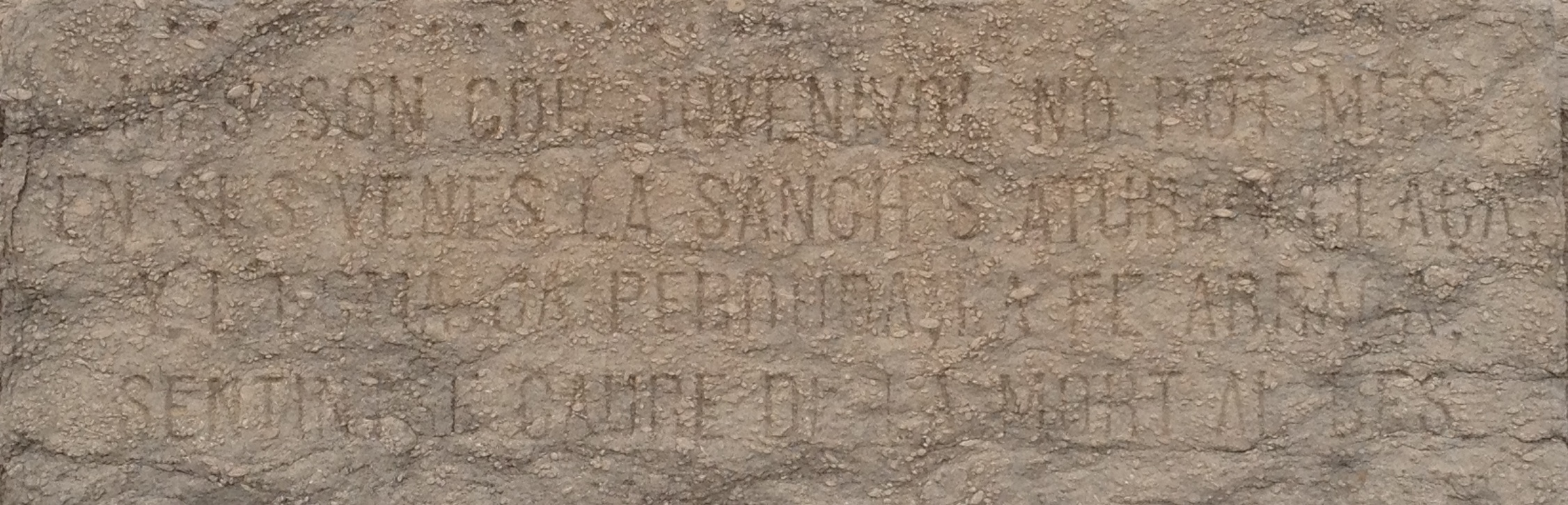
Grabinschrift

Die Skulptur steht auf dem Grab des katalanischen Textilfabrikanten Josep Llaudet i Soler (1879–1955), die Grabplatte trägt dessen Namen „Llaudet Soler“ ohne weitere Angaben. Sein Sohn, der in jugendlichem Alter verstarb, wurde bereits 1930 in dem Grab bestattet. Für die Gestaltung der Skulptur gab die Familie einen Vierzeiler des katalanischen Dichters Jacinto Verdaguer (1845–1902) vor. Dieser Text ist auf einem Natursteinsockel unter der Skulptur eingraviert.
| Grabinschrift Mes son cor jovenívol no pot més. En ses venes la sanch s’atura y glaça. Y l’esma ja perduda, la fe abraça, sentint-se caure de la mort al bes. | Deutsche Übersetzung Doch sein jugendliches Herz kann nicht mehr. Sein Blut in den Venen steht still und gefriert. Und die Kraft, schon geschwunden, umarmt den Glauben, spürt sich fallen, bei des Todes Kuss. |

## Rezeption
Die Skulptur wird oft in Stadtführern von Barcelona als die eindeutig bekannteste des Cementiri del Poblenou erwähnt. Der am Friedhofseingang vorgeschlagene Weg für Besucher, der an insgesamt 30 bedeutenden Bauten und Skulpturen vorbeiführt, endet bei El petó de la mort.
- Für die Titelseite ihres Comics Máxima discreción (2011) haben Andreu Martín und Alfonso López eine grafische Umsetzung von El petó de la mort verwendet.[12]
- Auch der Illustrator Carlos Ruiz Gallardo hat sich bei der Illustration von Geschichten von Edgar Allan Poe von der Positionierung der Figuren der Skulptur inspirieren lassen.[13]
- Die häufig zitierte Behauptung, dass Ingmar Bergman durch die Skulptur zu dem Film Das siebente Siegel inspiriert worden sei, lässt sich – beispielsweise mit dem Buch Ingmar Bergman: A Reference Guide[14] – nicht belegen.